# طه یاسین رمضان
طه یاسین رمضان الجزراوی از مقامات سابق حزب بعث عراق بود.

## زندگینامه
طه یاسین رمضان اهل موصل و اصالتا کرد بود.
وی در زمان حاکمیت رژیم بعث عراق در شمار مهم‌ترین یاران صدام بود. طه یاسین رمضان به عنوان یکی از مشاوران اصلی صدام حسین شناخته می‌شد.
اودر تاریخ ۲۰ مارس ۲۰۰۷ اعدام شد.

## جنایات
وی مرتکب جنایات بسیار شده بود اما در محکمه معروف به دادگاه صدام و همدستانش فقط بخاطر یکی از جرائم یعنی مشارکت در کشتار شیعیان روستای دجیل ابتدا به حبس ابد و سپس به اعدام محکوم شد. طه یاسین رمضان در سرکوب خشونت‌آمیز شیعیان عراق در سال ۱۹۹۱ و کاربرد سلاح شیمیایی در حلبچه در سال ۱۹۸۸ دست داشته‌است.

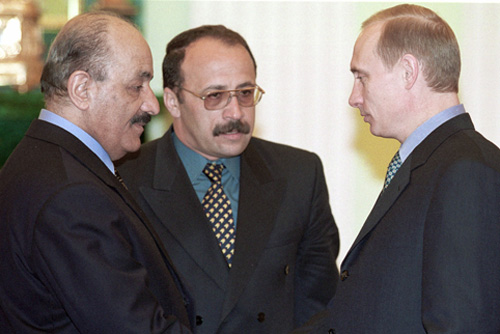
طه یاسین رمضان (چپ) و ولادیمیر پوتین، ۱۸ آوریل ۲۰۰۱